# Supro
Supro (zapis stylizowany: SUPRO) – trzeci singel polskiej piosenkarki Darii Zawiałow z jej czwartego albumu studyjnego, zatytułowanego Dziewczyna pop, powstały przy gościnnym udziale polskiego rapera Taco Hemingwaya. Singel został wydany 29 września 2023.
Kompozycja znalazła się na 2. miejscu listy OLiA, najczęściej odtwarzanych utworów w polskich rozgłośniach radiowych. Nagranie otrzymało w Polsce status podwójnie platynowego singla, przekraczając liczbę 100 tysięcy sprzedanych kopii.

## Geneza utworu i historia wydania
Utwór napisali i skomponowali Daria Zawiałow, Filip Szcześniak i Bartosz Dziedzic, który również odpowiada za produkcję piosenki.
Singel ukazał się w formacie digital download 29 września 2023 w Polsce za pośrednictwem wytwórni płytowej Sony Music Entertainment Poland. Piosenka została umieszczona na czwartym albumie studyjnym Zawiałow – Dziewczyna pop w tzw. „Rozdziale Backdoor”.

## „Supro” w stacjach radiowych
Nagranie było notowane na 2. miejscu w zestawieniu OLiA, najczęściej odtwarzanych utworów w polskich rozgłośniach radiowych.

## Teledysk
Do utworu powstał teledysk w reżyserii Nikodema Marka i Jakuba Wójcika, który udostępniono w dniu premiery singla za pośrednictwem serwisu YouTube. W klipie wystąpił Tomasz Kot.

## Lista utworów
- Digital download[2]

1. „Supro” – 3:35

## Notowania
| Kraj   | Lista (2023)             | Najwyższa pozycja |
| ------ | ------------------------ | ----------------- |
| Polska | OLiS – single w streamie | 25                |

| Kraj   | Lista (2023–24)                | Najwyższa pozycja |
| ------ | ------------------------------ | ----------------- |
| Polska | OLiS – oficjalna lista airplay | 2                 |

| Kraj   | Lista (2024)                   | Pozycja |
| ------ | ------------------------------ | ------- |
| Polska | OLiS – oficjalna lista airplay | 26      |

## Certyfikaty
| Kraj          | Certyfikat         | Sprzedaż |
| ------------- | ------------------ | -------- |
| Polska (ZPAV) | 2× platynowa płyta | 100 000+ |

## Wyróżnienia
| Rok  | Konkurs                  | Kategoria                   | Rezultat    |
| ---- | ------------------------ | --------------------------- | ----------- |
| 2023 | Przebój roku RMF FM 2023 | Przebój roku                | 36. miejsce |
| 2024 | Gorąca 100               | 100 największych hitów 2024 | 63. miejsce |